# DFB-Pokal 1962
DFB-Pokalsieger 1962 wurde zum dritten Mal der 1. FC Nürnberg, der damit Rekordpokalsieger (bis 1969) wurde. Das Finale fand am 29. August 1962 in Hannover statt.

## Achtelfinale
Die Spiele wurden am 28. Juli 1962 ausgetragen.
|                        | Ergebnis |                         |
| ---------------------- | -------- | ----------------------- |
| VfV Hildesheim         | 3:2      | Westfalia Herne         |
| Holstein Kiel          | 3:4      | FC Schalke 04           |
| 1. FSV Mainz 05        | 0:5      | 1. FC Köln              |
| Fortuna Düsseldorf     | 2:1      | Sportfreunde Lebenstedt |
| TSV 1860 München       | 6:1      | KSV Hessen Kassel       |
| 1. FC Saarbrücken      | 4:1      | Eintracht Braunschweig  |
| SV Saar 05 Saarbrücken | 0:3      | 1. FC Nürnberg          |
| Eintracht Frankfurt    | 1:0      | SC Tasmania 1900 Berlin |

## Viertelfinale
Die Spiele wurden am 8. August 1962 ausgetragen. Das Wiederholungsspiel fand mit vertauschtem Heimrecht am 15. August 1962 statt.
|                   | Ergebnis  |                     |
| ----------------- | --------- | ------------------- |
| 1. FC Nürnberg    | 11:00     | VfV Hildesheim      |
| 1. FC Saarbrücken | 2:2 n. V. | Fortuna Düsseldorf  |
| FC Schalke 04     | 4:2       | TSV 1860 München    |
| 1. FC Köln        | 1:2 n. V. | Eintracht Frankfurt |

### Wiederholungsspiel
|                    | Ergebnis |                   |
| ------------------ | -------- | ----------------- |
| Fortuna Düsseldorf | 2:1      | 1. FC Saarbrücken |

## Halbfinale
Die Spiele wurden am 22. August 1962 ausgetragen.
|                    | Ergebnis |                     |
| ------------------ | -------- | ------------------- |
| 1. FC Nürnberg     | 4:2      | Eintracht Frankfurt |
| Fortuna Düsseldorf | 3:2      | FC Schalke 04       |

## Finale
| Paarung            | 1. FC Nürnberg – Fortuna Düsseldorf |
| Ergebnis           | 2:1 n. V. (1:1, 0:0) |
| Datum              | 29. August 1962 |
| Stadion            | Niedersachsenstadion, Hannover |
| Zuschauer          | 41.000 |
| Schiedsrichter     | Rolf Seekamp (Bremen) |
| Tore               | 0:1 Wolfframm (58.) 1:1 Haseneder (71.) 2:1 Wild (93.) |
| 1. FC Nürnberg     | Roland Wabra, Paul Derbfuß, Helmut Hilpert, Gustav Flachenecker, Ferdinand Wenauer, Stefan Reisch, Kurt Dachlauer, Kurt Haseneder, Heinz Strehl, Tasso Wild, Richard Albrecht Cheftrainer: Herbert Widmayer        |
| Fortuna Düsseldorf | Albert Görtz, Werner Vigna, Horst Zimmermann, Karl Hoffmann, Manfred Krafft, Hermann Straschitz, Bernhard Steffen, Franz-Josef Wolfframm, Hilmar Hoffer, Hans-Erwin Volberg, Peter Meyer Cheftrainer: Jupp Derwall |